# Castello di Bruchsal
Il castello di Bruchsal (in tedesco: Schloss Bruchsal) è stato la residenza dei Principi-vescovi di Spira come sostituto dell'antico palazzo episcopale andato distrutto durante la guerra di successione del Palatinato.

## Storia e descrizione

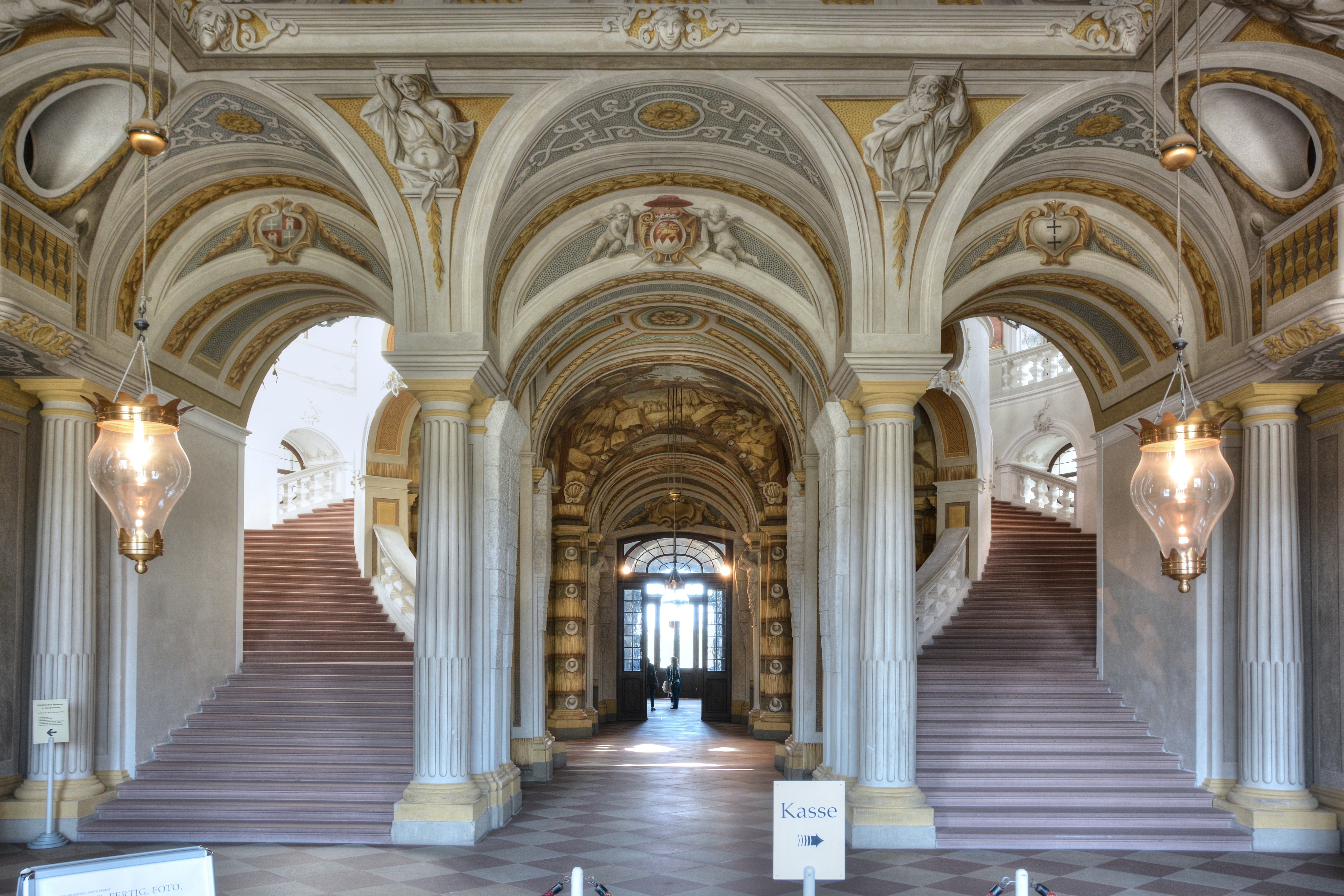
L'atrio

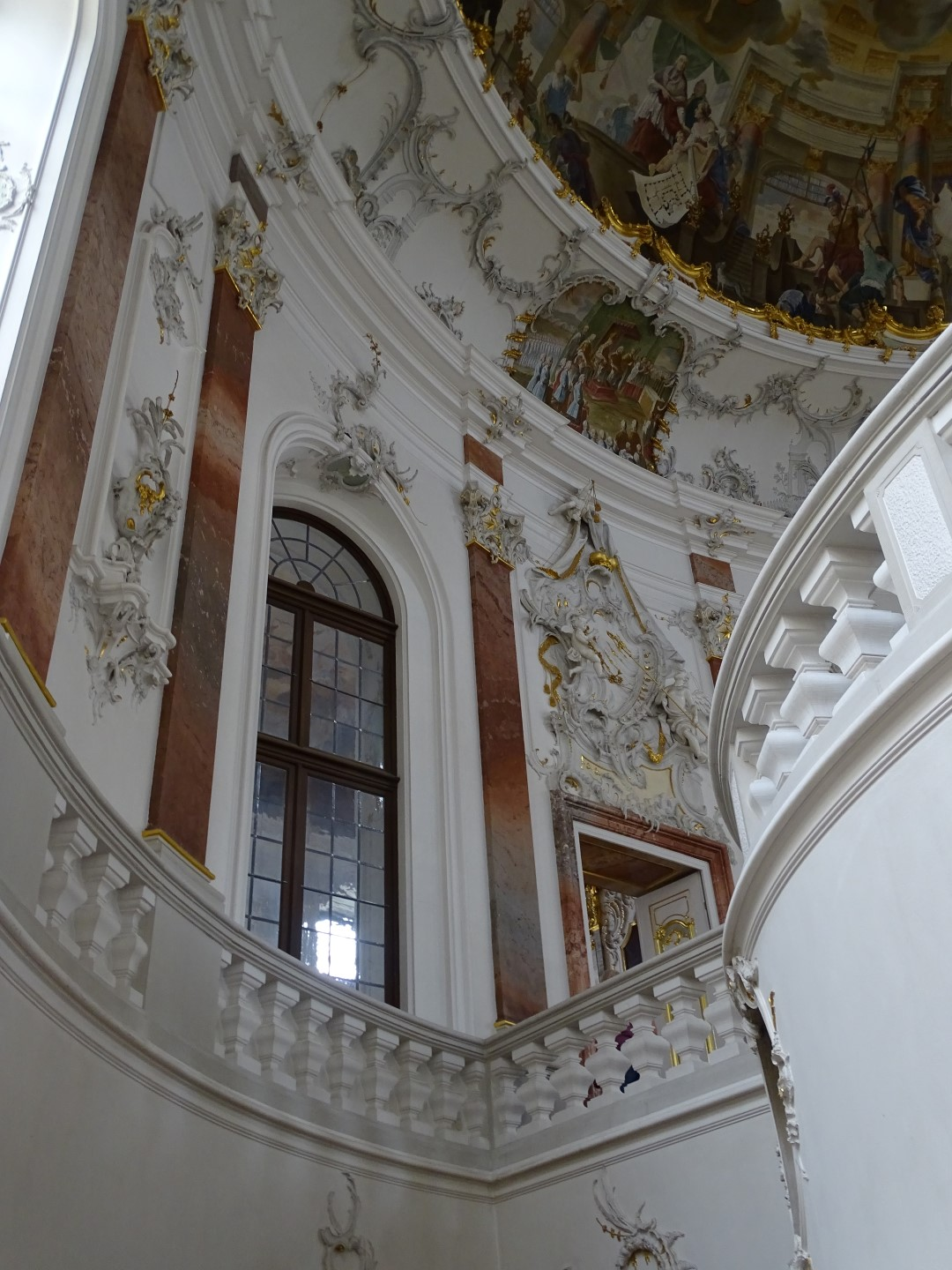
Particolare dello scalone di B. Neumann

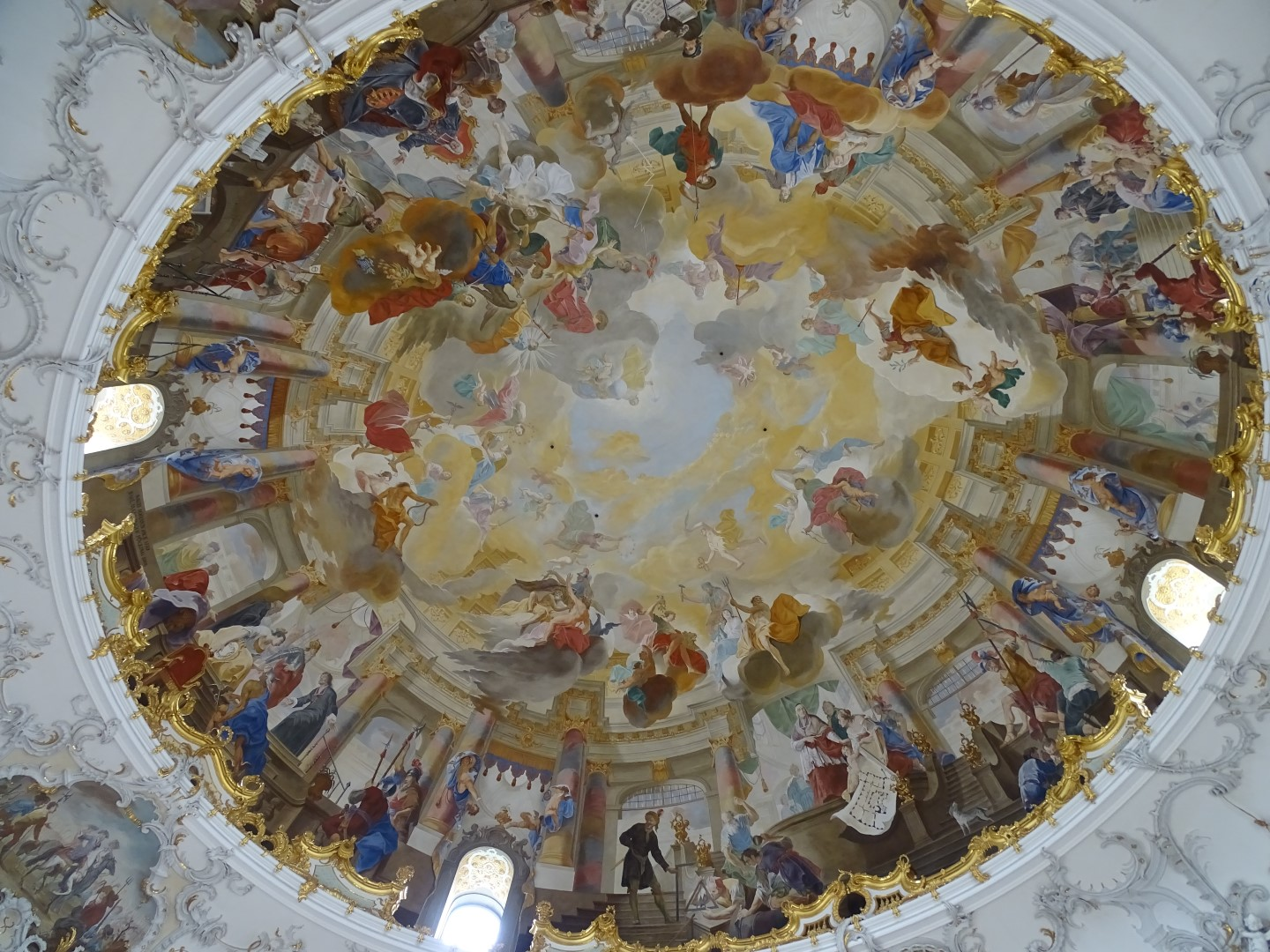
La cupola dello scalone

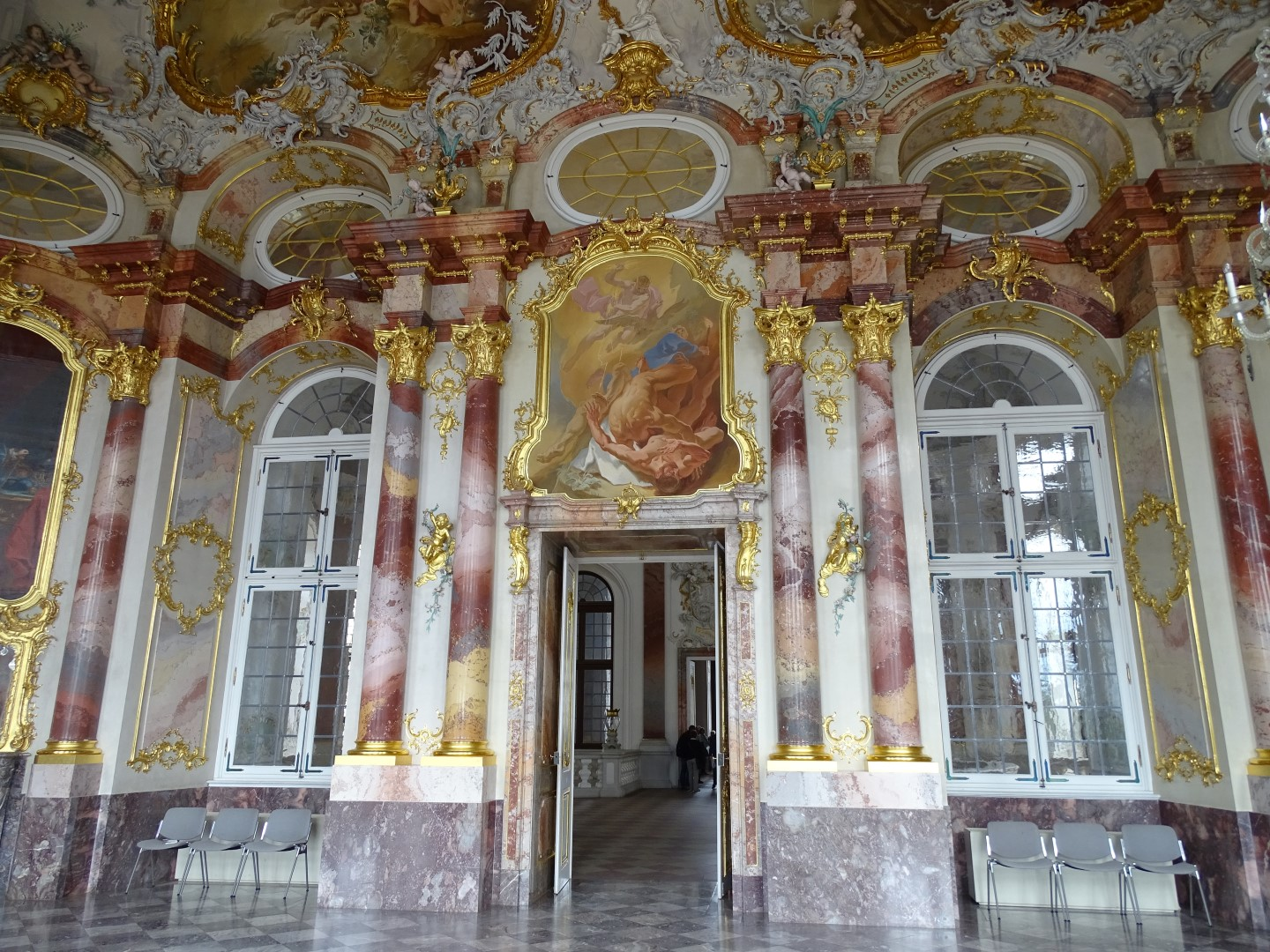
La Marmorsaal

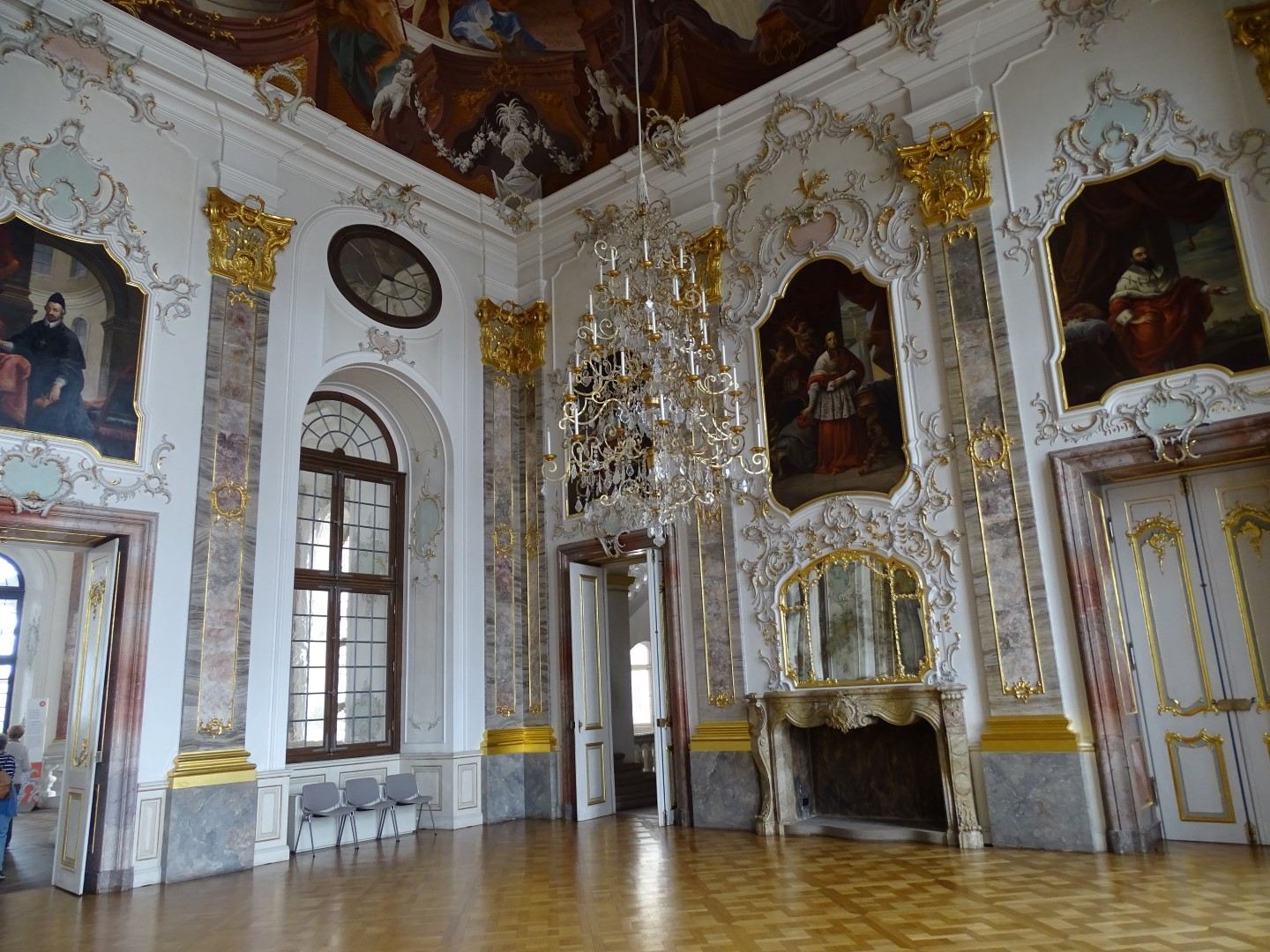
La Fürstensaal

Il castello di stile barocco venne eretto a partire dal 1722 per volere del principe-vescovo Damian Hugo von Schönborn-Buchheim. Il progetto venne affidato al Sovrintendente dell'Elettorato di Magonza Maximilian von Welsch, che concepì un piano a tre ali che chiudono una corte d'onore aperta verso la città.
Nel 1731 intervenne al cantiere il grande architetto Balthasar Neumann che realizzò lo scalone d'onore, considerata una delle soluzioni di maggior successo dell'architettura barocca. Dall'altro lato del vestibolo al pianoterra si aprono tre archi. Quello centrale attraversa la rotonda Grotte ("Grotta") e conduce alla Gartensaal (Sala del Giardino). Dagli altri due, esterni, due rampe curve di scale salgono al primo piano aprendosi scenograficamente nella Kuppelsaal, sala ovale coperta da volta cupolata. Questa sala fa da atrio d'accesso ai due grandi saloni di ricevimento contrapposti. La Fürstensaal, "Sala del Principe", usata per i balli, dà sul lato città. La Marmorsaal o "Sala di Marmo", sporge in direzione dei giardini e rappresenta il fulcro architettonico della residenza.
Tra il 1731 e il 1736 l'artista lombardo Giovanni Francesco Marchini dipinse gli affreschi dell'atrio, della Grotte e della Gartensaal e si occupò anche degli affreschi delle facciate del corpo centrale e dell'Orangerie con precisi trompe-l'œil architettonici.
La sontuosa decorazione degli interni in stile rococò fu realizzata principalmente dal successore del principe-vescovo Damian Hugo, Franz Christoph von Hutten. Gli affreschi, opera di Johannes Zick e suo fratello Januarius, attraverso un linguaggio mitologico, raffigurano il Passato, presente e futuro dei principi-vescovi di Spira. Gli stucchi furono terminati nel 1755 da Johann Michael Feuchtmayer.
Su probabile mediazione di Balthasar Neumann, l'ebanista Ferdinand Hundt, già attivo nella Residenza di Würzburg, venne a Bruchsal e realizzò fra il 1751 e il 1758 tutti gli arredi rococò e boiserie per il Principe-vescovo di Spira.
Negli anni tra il 1900 e il 1909 le facciate vennero restaurate sotto la supervisione di Fritz Hirsch. Negli ultimi giorni della seconda guerra mondiale, il castello fu duramente colpito dalle incursioni aeree del 1º marzo 1945, e bruciò. La struttura dello scalone sopravvisse ma tran parte dell'edificio e dei suoi tesori andarono persi. Fortunatamente, furono conservate circa quattrocento ottime fotografie in bianco e nero dei locali bruciati con opere di Ferdinand Hundt e si poté procedere con la ricostruzione, avvenuta dopo lunghe discussioni, negli anni 1970.

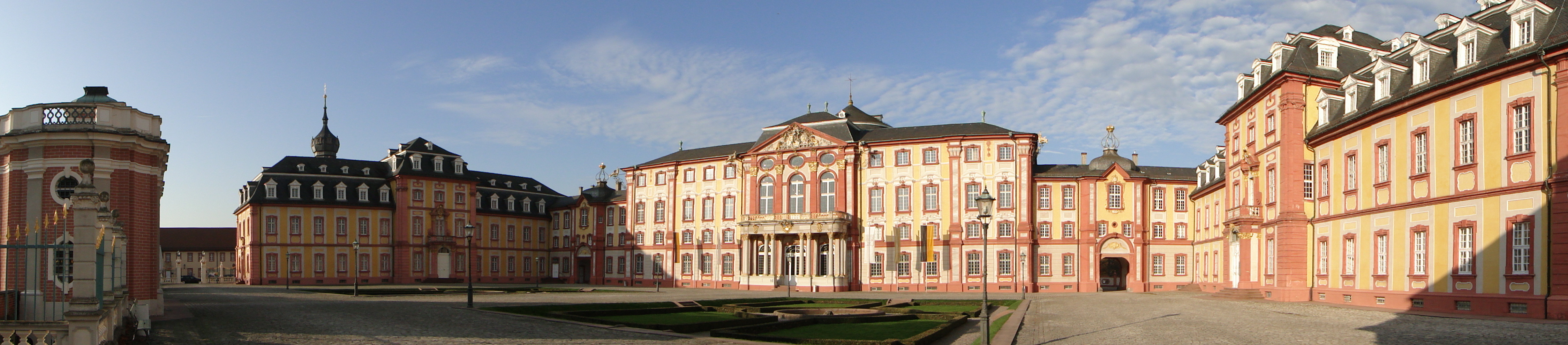
Il cortile d'onore